# Marc Corneli Màmmula
Marc Corneli Màmmula (en llatí: Marcus Cornelius Mammula) va ser un polític i ambaixador romà, membre del senat romà, que juntament amb quatre ambaixadors més, tots d'alt rang, va ser enviat a Alexandria, als reis Perseu de Macedònia i a Ptolemeu VI Filomètor d'Egipte l'any 173 aC.